# Хункалов, Али-Бей
Али-Бей Хункалов, Али Бей Хункалов, Али Хункалов, Али эфенди (1815, Таврическая губерния — 16 апреля 1883, Таврическая губерния) — князь, крупный землевладелец, русский гвардейский офицер, чиновник. В 1881 году был избран муфтием Таврической губернии.

## Биография

### Происхождение, рождение и образование
Али бей Хункалов принадлежал к древнему крымскотатарскому роду выходца из Черкесии Хункала. При инкорпорации крымскотатарской знати в российское дворянство этот род был признан в княжеском достоинстве. Сын генерал-майора, героя Наполеоновский войн, Ахмет-бея Хункалова. Согласно формулярному списку, хранящемуся в РГИА в Санкт-Петербурге, на 1881 год Али-Бею шёл 61 год, т. е. он родился в 1820 году. Согласно же некрологу, в газете «Терджиман-Переводчикъ», «покойный умер 68-ми лет…», таким образом, он родился в 1815 году. Вопрос о дате остается открытым. Он получил традиционное мусульманское воспитание и домашнее образование.

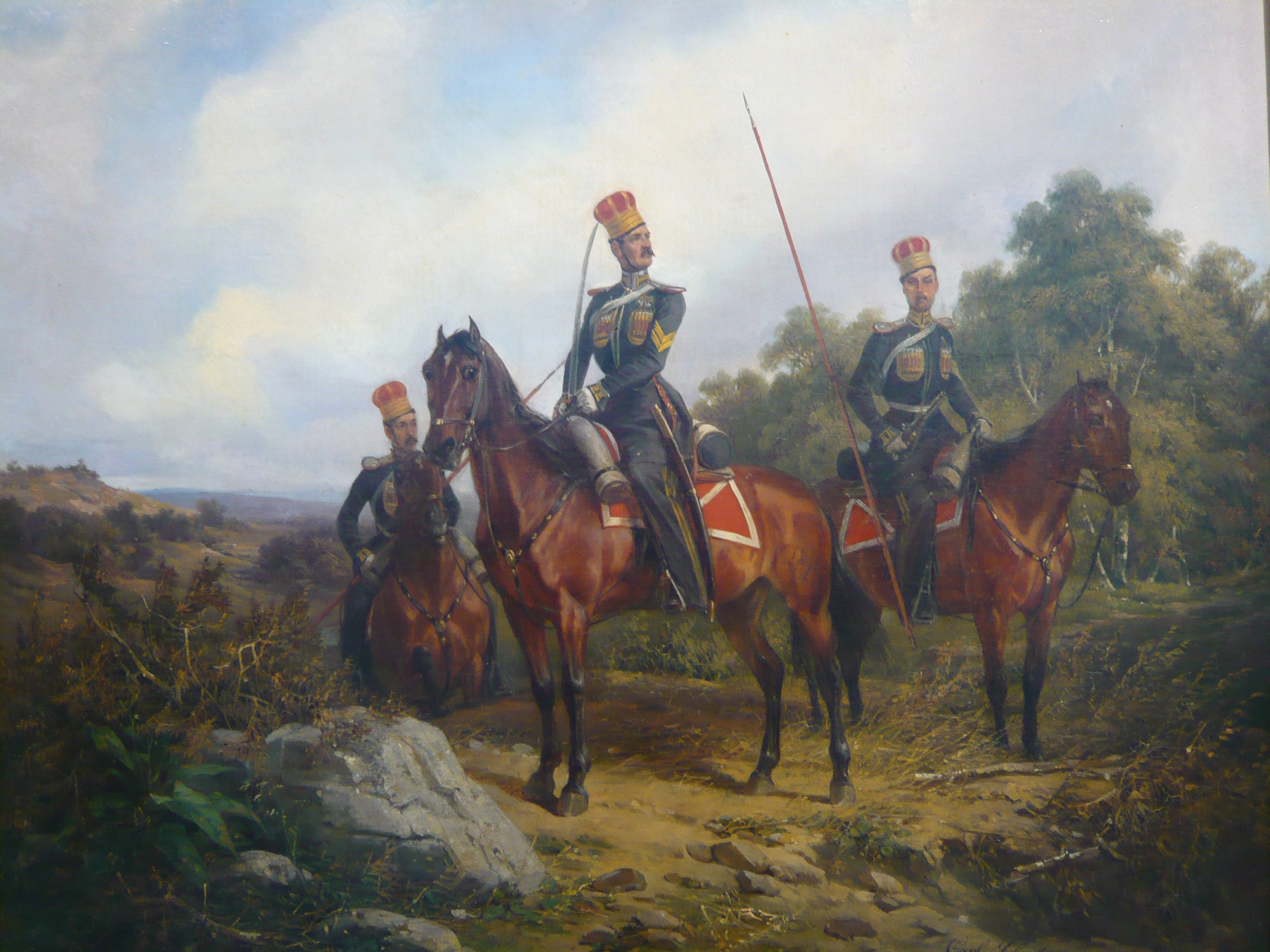
Чины крымскотатарского эскадрона российской императорской гвардии, К. Ф. Шульц, 1850.

### Военная служба
31 января 1832 года он вступил на службу лейб-гвардии Крымскотатарский эскадрон юнкером. В это престижное подразделение офицеров набирали из родовитых крымских мурз и беев. 18 апреля 1837 года был произведен в корнеты. 6 декабря 1839 года, ему присвоили звание поручика, а через год, 6 декабря 1840 года — штабс-ротмистра. Закончил он военную службу в чине ротмистра, который был присвоен 15 апреля 1845 года. Карьера Али-Бея говорит о нём как о незаурядной личности, способном и образованном человеке. На момент окончания службы он «за смотры и награды неоднократно получал в числе прочих высочайшие благоволения». А. Хункалов был уволен со службы от 1 марта 1848 года «по домашним обстоятельствам».

### В отставке и на гражданской службе
По возвращении на родину ротмистр А. Хункалов занялся упорядочением своего хозяйства. Он был крупным помещиком, который владел более чем 2.000 десятин пахотной и сенокосной земли, фруктовым садом в Симферопольском уезде при деревнях Каджук-Эли и Ханым-Кай и другой недвижимостью. Будучи крупным собственником и имея авторитет среди соплеменников, через пять лет после отставки А. Хункалов занялся статской службой. Этому способствовал и авторитет, связанный со службой в гвардии. А. Хункалов был избран на трехлетний срок депутатом от дворянства Ялтинского уезда в Таврическое губернское дворянское собрание. В этой должности он был утвержден губернатором В. И. Пестелем 3 ноября 1853 года. К исполнению обязанностей он приступил на следующий год и находился на этой службе по 22 сентября 1857 года. В ходе Крымской войны А. Хункалов выполнял ряд важных поручений и проявил себя исполнительным чиновником.
Во время сражения на Альме лейб-гвардии Крымско-татарский эскадрон находился на Альминском поле в общем кавалерийском резерве. После битвы он с основной частью русских войск отошёл к Бахчисараю. Проживавший тогда в Альминской долине отставной ротмистр лейб-гвардии Крымскотатарского эскадрона Али-бей Хункалов один из немногих проявил заботу о солдатах своей части.
В ноябре 1860 года он был избран в Таврическое депутатское дворянское собрание уже от евпаторийского дворянства, а с 1864 года он представлял интересы дворян Мелитопольского уезда, в 1866 году стал депутатом от симферопольского уездного дворянства, в этой должности был утвержден Таврическим губернатором Г. В. Жуковским 26 октября 1866 года.
С 1 апреля 1869 года он был почетным мировым судьей. За службу в органах дворянского самоуправления и других губернских структурах был отмечен государственными наградами. Али бей Хункалов был блестящим гвардейским офицером и активным участником общественной жизни Таврической губернии. Прослужив в общей сложности более тридцати лет на военной и статской службе, он пользовался уважением не только у крымских татар, но и среди русских дворян, а также губернского руководства.

### На посту муфтия
Хотя прямых данных об этом нет, но поскольку на юбилее газеты «Терджиман-Переводчикъ» в Бахчисарае в 1893 году через 10 лет после его смерти в поминальной молитве он назван Аджи Ага Али бей Хункалов, то в неизвестный нам момент он совершил хадж.
После смерти 23 ноября 1879 года муфтия Сеит Джемиль эфенди Эмирова до 1881 года его обязанности исполнял кади-аскер Сеит Якуб эфенди и должность долго не замещалась. По Положению, в избрании муфтия и кади-эскера участвовало высшее мусульманское духовенство и старшие из приходских чинов (хатипы, имамы или муллы), губернский предводитель дворянства и мурзы всей губернии, а также головы волостей мусульманского исповедания или по одному депутату  от этих волостей. Мусульмане-мурзы должны были подтвердить свое дворянское происхождение. Первоначально выборы были назначены на 6 мая 1880 года. В выборах 1880 года на должность Таврического муфтия участвовало 11 претендентов, в выборах участвовало 395 человек. Али бей был одним из кандидатов, но по числу баллов (165 — за, 230 — против) он оказался на шестом месте. Выборы состоялись, но по неизвестной причине муфтий не был утвержден. Перевыборы были назначены на 26 января 1881 года. В голосовании участвовало 206 человек. Теперь на должность претендовали 8 человек, из которых пятеро перед выборами снялись. Министру внутренних дел были представлены 3 кандидата. Абиль Керим эфенди Абдуль Кадыр Эфенди оглу, мудерис деревни Даир Симферопольского уезда, князь Али Бей Хункалов, ротмистр и Сеит-Якуб эфенди, кади-аскер. На должность Таврического муфтия был назначен князь Али бей Хункалов. 8 июня 1881 года в Таврическом губернском правлении в присутствии губернатора А. А. Кавелина, вице-губернатора и старшего советника был приведен к присяге на верность императору и престолу таврический муфтий А. Хункалов, утверждённый в этой должности 22 апреля. Процедуру проводил имам мечети прихода Базар-Джами города Симферополя Сеит Мемет эфенди.
11 марта 1882 года в газете «Таврида» появилась заметка анонима о положении духовного правления и деятельности муфтия: «…нынешний муфтий, ротмистр Али Бей Хункалов, как человек образованный и просвещенный, обратил должное внимание на столь печальное положение своего управления, но чего бы ни коснулся, на каждом шагу встречает непреодолимое затруднение. Чиновники духовного правления отвечают ему одно: „нельзя“. Кади-эскер и уездный кадий повторяют то же, и остается один голос муфтия, а известно, что один в поле не воин. Путаница и беспорядок в делопроизводстве невообразимы. Архив несколько раз горел. Муфтий протестует, шлет донесение по начальству…». Главной причиной такого положения автор заметки считает то, что ни муфтий, ни духовное правление на самые необходимые нужды не имеют права расходовать ни копейки из вакуфного капитала без разрешения начальства. Автор обращает внимание на штаты чиновников духовного правления, которые «существуют со времен Императрицы Екатерины без изменения», в заключении автор сетует на то, что «муфтий не может объезжать для обозрения свою парафию, никаких расходов на это из вакуфных капиталов, собственною властью, произвести не вправе, и потому-то все его управление находится в самом жалком положении, даже в Крыму, так сказать, на глазах, в западных же губерниях один Аллах о нём ведает».
Однако муфтию Али бею за два года удалось сделать много полезного не только для правления, но и для всех мусульман губернии. Ему удалось упорядочить и привести в соответствие дела ТМДП, привести в порядок вакуфы, что не удавалось ни одному муфтию за полвека. Ему удалось повысить доходы с вакуфных земель более чем на семь тысяч рублей в год.
Автор под псевдонимом «Не татарин» на страницах газеты писал: «…и по заведенному им порядку, если только будет он исполняем, доходы эти должны значительно возвыситься». Большую роль Али Хункалов уделял образованию крымских татар, поднятию их культурного уровня. Об этом свидетельствует подготовленный им доклад о ходатайстве перед правительством об открытии в Бахчисарае высшего мусульманского училища с преподаванием всех дисциплин на татарском и русском языках. Также был подготовлен доклад о допущении на духовные должности татар всех сословий по призванию, получивших образование в русских учебных заведениях и выдержавших установленный экзамен в мусульманском вероучении. Огромное внимание он уделил соответствию должностям хатипов и мазинов, восстановив экзамен на эти должности. Так как все эти проблемы приносили немалый доход прежним членам и писцам правления, то, конечно, он встречал с их стороны сильную оппозицию. «Каждое действие муфтия с благою целью для общества, перетолкованное на изворот, встречало препятствие со стороны его ближайших помощников, что сильно огорчало его, равно и безнравственное поведение некоторых из них» — считал автор, скрывавшийся под псевдонимом «татарин», на страницах Севастопольского справочного листка. Далее он писал: «бесплодные усилия парализовать их вредную деятельность устранением их от должностей ещё более расстраивало и без того расшатанное разными неудачами в жизни здоровье почтенного старика и преждевременно свело его в могилу».
На последнем съезде уездных кадиев муфтий поднял 25 вопросов, из которых лишь по двум было принято решение. Первый вопрос, разрешенный положительно, касался представительства мусульманского населения Таврической губернии при коронации Императора. Второй вопрос касался празднования столетнего юбилея присоединения Крыма к России и участия в этих торжествах магометанского духовенства. На съезде было решено передать с муфтием одну тысячу рублей и ларец с монетами на строительство монумента Императрице Екатерине II. Закладка памятника произошла в день празднования — 8 апреля 1883 года. Таврический муфтий Али бей Хункалов в это время был уже болен, от магометанского духовенства там находился кади-эскер.
16 апреля 1883 года после продолжительной болезни Али Хункалов скончался. 24 апреля 1883 года в Севастопольском справочном листке был опубликован некролог «Татарина» «Таврический муфтий Али-бей Хункалов». Он писал «преобразившись из светского в главу магометанского духовенства, он остался тем же здравомыслящим мусульманином, с достоинством сохраняя при этом высокое значение и авторитетность нового своего сана». В заметке от редакции, говорилось: «Покойный Али-бей Хункалов в короткий промежуток своего председательствования был, сколько нам известно, первым из муфтиев, ставших на сторону народа в нескончаемой борьбе его с духовенством из-за поземельных отношений…». «За все блага духовные мироеды не остались благодарными муфтию и не распорядились даже отслужить по мечетям заупокойные богослужения о душе своего пастыреначальника», — писал в своей заметке «Не татарин».

## Семья
- жена — Девлет Султан ханым, дочь князя Яшлавского.

В этом браке он имел четверых детей:
- сын Идрис (апрель 1856)
- дочь Зейнеп Султан (июнь 1860)
- дочь Афе ханым (апреле 1865) ,
- сын Якуб бей (октябре 1870)[3]

## Награды
- орден Св. Станислава III степени, 11 марта 1858 года по представлению Комитета министров «за примерное усердие и особые труды, оказанные при исполнении разных потребностей в минувшую войну 1853—1856 годов»,
- орденом Св. Владимира IV степени, 22 сентября 1868 года «по выслуге установленного срока»[3].